# Лощина (Воронежская область)
Лощина — хутор в Россошанском районе Воронежской области России. Входит в состав Старокалитвенского сельского поселения.

## География
Хутор находится в южной части Воронежской области, в степной зоне, к западу от реки Дон, к западу от реки Чёрная Калитва, на расстоянии примерно 12 километров (по прямой) к востоку от города Россошь, административного центра района. Абсолютная высота — 78 метров над уровнем моря.
Часовой пояс
Хутор Лощина, как и вся Воронежская область, находится в часовой зоне МСК (московское время). Смещение применяемого времени относительно UTC составляет +3:00.

### Улицы
Уличная сеть хутора состоит из семи улиц.

## Население
| 2010 |
| ---- |
| 451  |

Гендерный состав
По данным Всероссийской переписи населения 2010 года в гендерной структуре населения мужчины составляли 45,2 %, женщины — соответственно 54,8 %.
Национальный состав
Согласно результатам переписи 2002 года, в национальной структуре населения русские составляли 77 %.

## Инфраструктура
В Лощине функционируют фельдшерско-акушерский пункт (структурное подразделение Россошанской районной больницы), сельский клуб и отделение Почты России.